# Jan Vratislav z Mitrovic (maršál)
Jan Vratislav z Mitrovic (německy Johann Wratislaw von Mitrowitz, 18. srpna 1797 – 25. srpna 1865 Vídeňské Nové Město) byl český šlechtic z vedlejší větve druhé hlavní rodové linie Vratislavů z Mitrovic. Sloužil v rakouské císařské armádě, kde dosáhl hodnosti polního podmaršálka. 

## Život
Jan narodil se jako syn hraběte Prokopa Václava a jeho manželky Barbory Nachbarové.
Vstoupil do císařské armády, kde se stal důstojníkem Palombiniho pěšího pluku, nejprve kapitánem a v roce 1839 majorem. V roce 1847 byl povýšen na podplukovníka, v roce 1848 získal hodnost plukovníka a v italském polním tažení v témže roce zastával pozici náčelníka generálního štábu v armádě polního maršála Josefa Václava Radeckého. 
Roku 1849 byl jmenován generálmajorem a v Itálii obdržel vlastní brigádu. Dne 14. května 1851 byl jmenován velitelem pevnosti Piacenza. 
V hodnosti polního podmaršálka odešel do výslužby a žil ve Vídeňském Novém Městě. Za své vojenské úspěchy obdržel záslužný kříž a rytířský kříž Leopoldova řádu s válečnou dekorací. 
Hrabě Jan Vratislav z Mitrovic zemřel 25. srpna 1865 bez potomků. 

### Manželství
Dne 26. září 1860 se ve věku 63 let Jan Vratislav oženil s Emílií Baronovou (* 11. prosince 1831), z jejich manželství se však nenarodily žádné děti. 